# 愛知県道116号青塚永和停車場線
愛知県道116号青塚永和停車場線（あいちけんどう116ごう あおつかえいわていしゃじょうせん）は、愛知県津島市から同県愛西市（旧海部郡・佐屋町）までを結んでいた元一般県道である。現在は複数の県道に分割され欠番となっている。

## 概要
現在は以下に分割されている。
- 青塚停車場から百町交差点まで：愛知県道518号美和白浜線
- 百町交差点から唐臼町東交差点まで：愛知県道115号津島七宝名古屋線
- 唐臼町東交差点から鹿伏兎町南交差点まで：津島市の市道
- 鹿伏兎町南交差点以南：愛知県道114号津島蟹江線、愛知県道125号佐屋多度線、愛知県道462号大藤永和停車場線

### 路線データ
- 起点：青塚停車場
- 終点：永和停車場

## 沿革
- 1995年（平成7年）4月1日：津島市青塚町から同市白浜町までを愛知県道518号美和白浜線に認定変更

## 地理

### 通過する自治体
- 愛知県
  - 津島市
  - 愛西市（旧海部郡・佐屋町）

### 接続していた道路
- 愛知県道79号あま愛西線（甚目寺街道）（西屋敷交差点）
- 愛知県道68号名古屋津島線（佐屋街道）（上森町二ノ割交差点）
- 愛知県道114号津島蟹江線
- 愛知県道115号津島七宝名古屋線
- 愛知県道113号鹿伏兎大井線
- 愛知県道114号津島蟹江線
- 愛知県道125号佐屋多度線

### 沿線
- 名鉄津島線 青塚駅
- 青塚郵便局
- 青塚団地・蛭間団地
- 津島市立蛭間小学校
- 愛知県立津島東高等学校
- 押守配水場
- 永宝団地・すかえ団地
- 津島市立神島田小学校
- JR関西本線永和駅